# 1 E-3 s
Cet article liste des exemples de temps de l'ordre de 10-3 s, soit 1 milliseconde, afin de comparer différents ordres de grandeur.

## Exemples
- 1 × 10-3 s : 1 milliseconde.
- 1 × 10-3 s : période d'un signal de fréquence 1 kHz.
- 1 × 10-3 s : durée d'un flash standard d'appareil photo.
- 1,000692286 × 10-3 s : durée requise par la lumière pour voyager de 300 km dans le vide.
- 2 × 10-3 s : demi-vie du hassium 265.
- 2,27 × 10-3 s : période du la3 en musique (440 Hz).
- 3 × 10-3 s : battement d'ailes d'une mouche.
- 3,4 × 10-3 s : demi-vie du meitnérium 266.
- 5 × 10-3 s : battement d'ailes d'une abeille.